# Carica Xiang
Carica Xiang (欽聖皇后; 1047. – 1102.) bila je carica supruga Kine tijekom dinastije Sung. Njezin suprug je bio car Shenzong od Sunga, kojem je rodila kćer Shuhuai 1067.
Xiang je postala carica 1068. godine. Njezina je kći umrla 1078. Međutim, jer je bila carica, smatrana je majkom dvojice kineskih careva — cara Zhezonga (sin supruge Zhu) i Huizonga od Sunga (sin supruge Chen). Zhezong je postao car 1085., ali je Xiang bila nezadovoljna njegovom biološkom majkom. Xiang je bila u dobrom odnosu sa svojom snahom, caricom Meng. Nakon smrti Zhezonga 1100., Huizong je postao car u dobi od 17 godina te je izrazio želju da Xiang bude regentica, do čega je i došlo.